# Gustaaf Adolf van den Bergh van Eysinga
Gustaaf Adolf van den Bergh van Eysinga (født 27. juni 1874 i Haag, død 26. maj 1957 i Haarlem) var en hollandsk teolog, som bl.a. virkede som præst i den reformerte kirke. Han var professor ved universitetet i Amsterdam fra 1935 til 1944 og udgav en lang række artikler og bøger om tidlig kristen litteratur. Van den Bergh van Eysinga tilhørte en radikal kreds af hollandsk teologer og filosofer som i slutningen af 1800-tallet og begyndelsen af 1900-tallet havde den opfattelse at ingen af Paulus' breve i Det nye testamente er autentiske.
Van den Bergh van Eysinga var sandsynligvis den første bibelforsker som indså betydningen af Alexandria og de filosofiske og gnostiske bevægelser som eksisterede der. Han mente at kristendommen ikke havde sit udspring i et menneske af kød og blod (Jesus), men i en antik frelsermyte. I de meste af hans arbejde forsøgte han at forklare hvordan denne mytiske frelser var blevet omtolket til en historisk person.